# NGC 7727
NGC 7727 è una galassia nella costellazione dell'Aquario.
Si individua circa 2 gradi a nord del gruppetto di stelle ω Aquarii; le dimensioni apparenti sono minute, data la grande distanza (oltre 90 milioni di anni-luce) dalla Via Lattea. In realtà si tratta di una galassia spirale gigante, con un nucleo molto luminoso vicino al quale si nasconde un accenno di "barra" appena percepibile in telescopi amatoriali o riflettori da 200-250mm di apertura. I bracci sono esili e tenui, non visibili all'osservazione diretta ma rilevabili attraverso foto a lunga posa. Fa coppia con una galassia vicina, NGC 7724.

La galassia, frutto della fusione di due galassie preesistenti, è stata studiata spettroscopicamente nel 2022 con il telescopio VLT e le osservazioni hanno evidenziato la presenza di due buchi neri supermassicci appartenenti ai due nuclei galattici originali. Tali oggetti distano tra loro circa 1600 al e dovrebbero fondersi entro poche centinaia di milioni di anni.

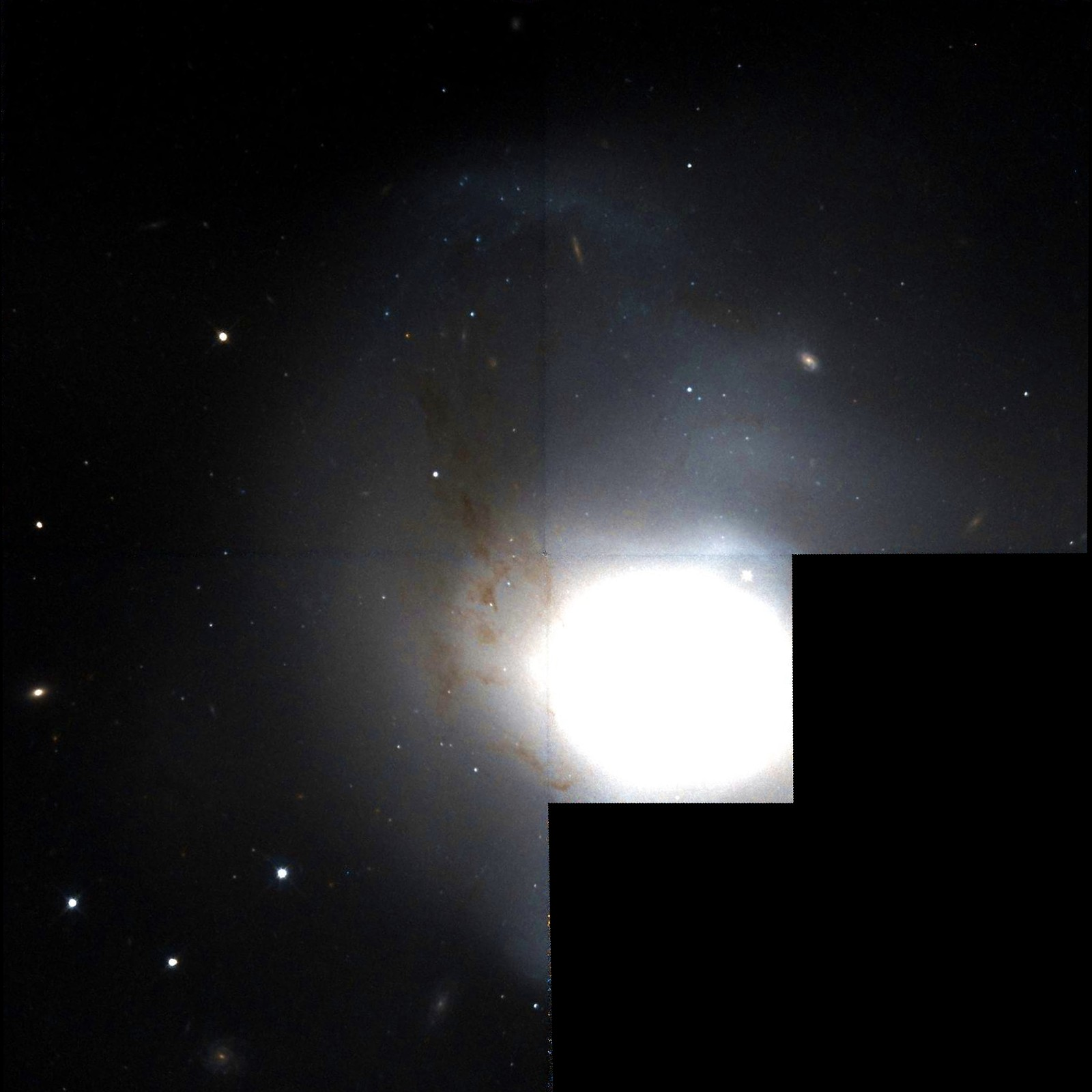
NGC 7727  (Hubble WikiSky)
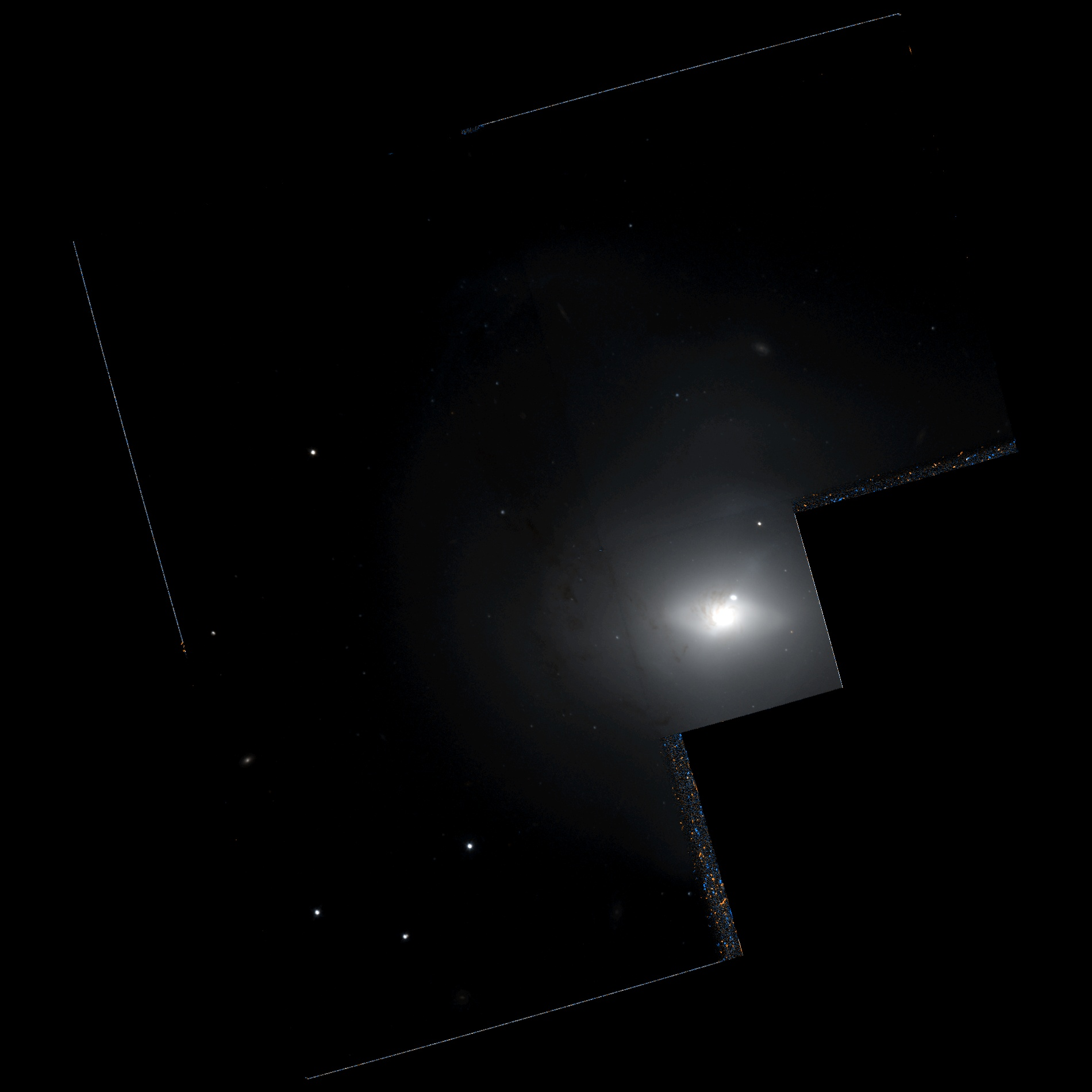
NGC 7727  (Hubble)
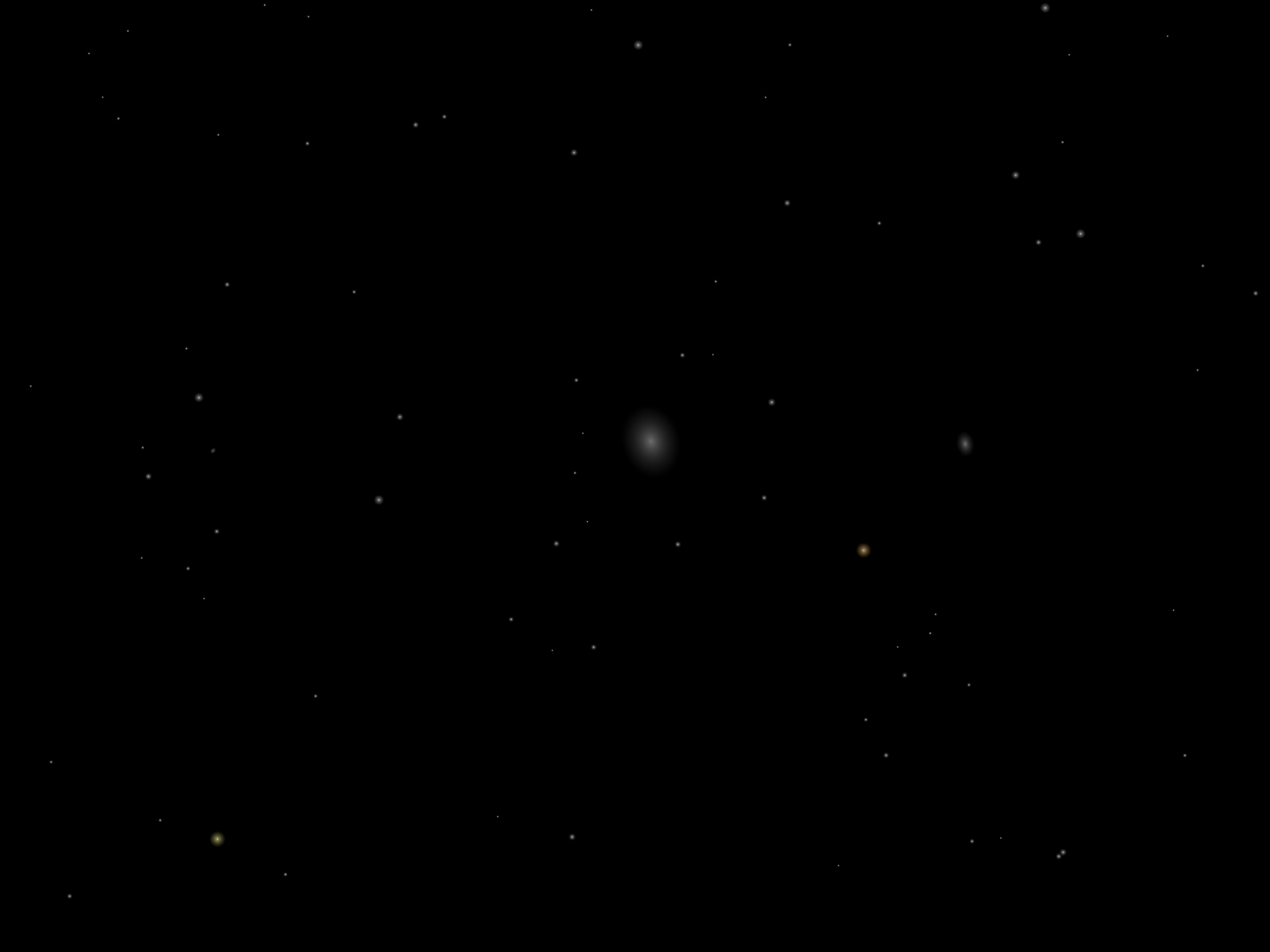
NGC 7727  (amatoriale)